# 1451
Évszázadok: 14. század – 15. század – 16. század
Évtizedek: 1400-as évek – 1410-es évek – 1420-as évek – 1430-as évek – 1440-es évek – 1450-es évek – 1460-as évek – 1470-es évek – 1480-as évek – 1490-es évek – 1500-as évek
Évek: 1446 – 1447 – 1448 – 1449 –  1450 – 1451 – 1452 – 1453 – 1454 – 1455 – 1456

## Események

### Határozott dátumú események
- február 3. – II. Mehmed követi apját II. Murádot az Oszmán Birodalom trónján.
- június 30. – A Dunois grófja vezette francia sereg megtámadja az angol uralom alatt álló Guyenne-t és visszafoglalja Bordeaux-t.[1]
- augusztus 7. – Hunyadi János békét köt Brankovics György szerb despotával. Hunyadi ezután a Felvidéken Jiskra János ellen támad, Losoncnál vereséget szenved, majd később felmenti az ostromlott Eger várát.
- augusztus 20. – A franciák visszafoglalják Bayonne-t az utolsó angol erősséget Guyenne tartományban.

### Határozatlan dátumú események
- az év folyamán –
  - A Glasgow-i Egyetem alapítása.
  - Nicolaus Cusanus feltalálja a homorú lencsét a rövidlátás kezelésére.
  - Rogier van der Weyden megfesti az Utolsó ítéletet.

## Születések
- április 22. – Kasztíliai Izabella, később Kasztília királynője
- október 30. – Kolumbusz Kristóf itáliai felfedező, később az általa felfedezett amerikai spanyol gyarmatok kormányzója (vitatott, másik lehetséges születési dátuma július 25.)

## Halálozások
- január 7. – VIII. Amadeusz savoyai herceg (* 1383)
- július 11. – Cillei Borbála magyar királyné (* 1392)
- február 3. – II. Murád, az Oszmán Birodalom hatodik szultánja